# Лаудеру
Ла́удеру (Ляудерское; устар. Большое Лавдор латыш. Lauderu ezers; Ла́удера, латыш. Laudera ezers; Ли́елайс-Ла́удеру, латыш. Lielais Lauderu ezers; Ля́удару, латыш. Ļaudaru ezers) — проточное эвтрофное озеро в Лаудерской волости Лудзенского края Латвии. Относится к бассейну Великой.
Располагается в 9 км к юго-западу от Зилупе, у Рунденского холмистого массива на восточной окраине Разнавского всхолмления Латгальской возвышенности. Уровень уреза воды находится на высоте 139,3 м над уровнем моря. Акватория вытянута в меридиональном направлении на 2 км, шириной — до 0,5 км. Площадь водной поверхности — 55,3 га, вместе с двумя островами общая площадь озера равняется 56,1 га. Средняя глубина составляет 2,1 м, наибольшая — 6,5 м, достигается в южной части озера. Подвержено сильному зарастанию. Площадь водосборного бассейна — 36 км². На юге впадает протока из озера Мазайс-Лаудеру и вытекает Лаудеру-Упите, впадающая в Истру — правый приток Зилупе.